# Kính lục phân

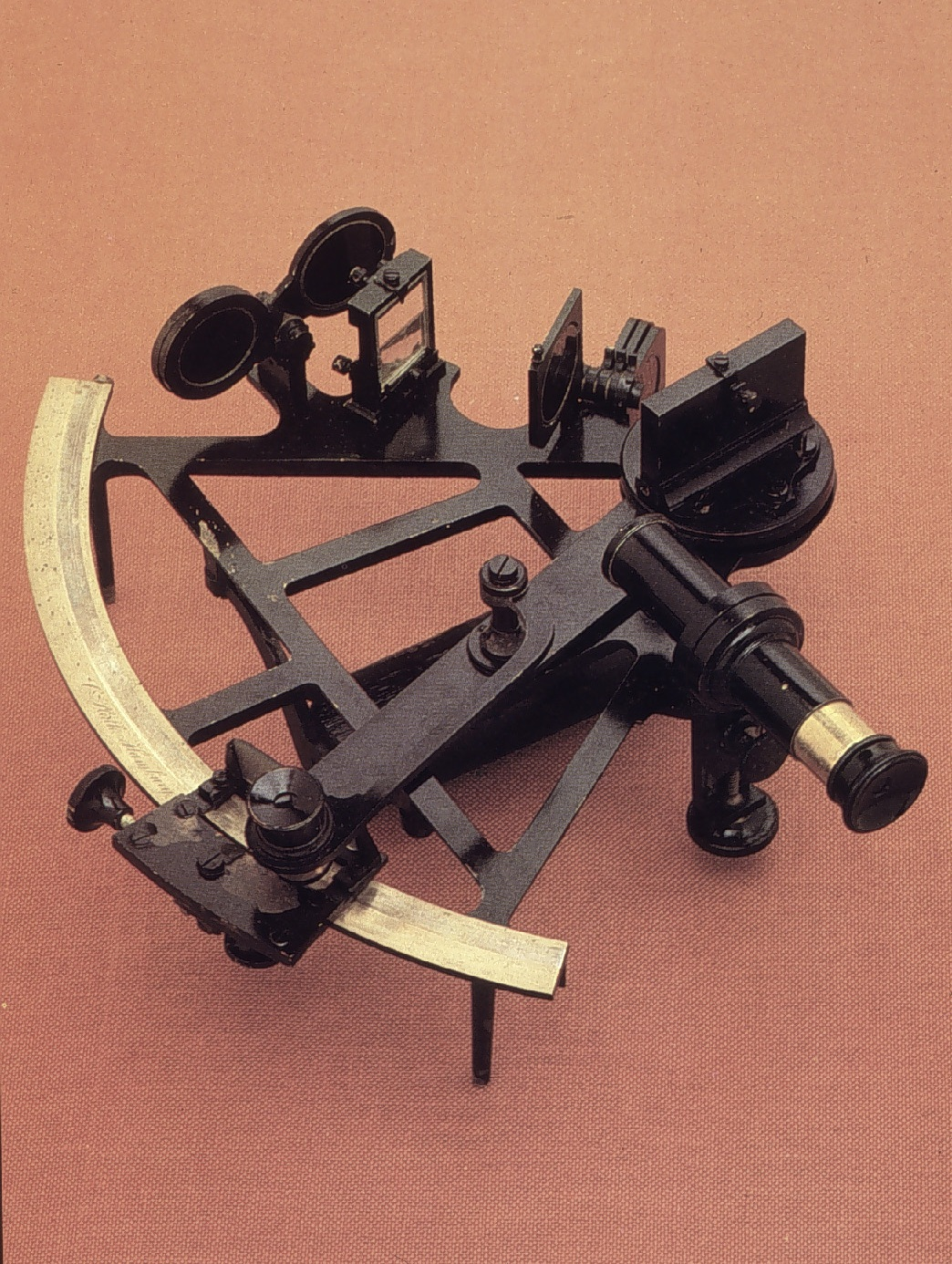
Kính lục phân

Sơ đồ

Kính lục phân là một công cụ điều hướng phản xạ gấp đôi để đo khoảng cách góc giữa hai vật thể nhìn thấy được. Việc sử dụng chính của một kính lục phân là để đo góc giữa một vật thể thiên văn và đường chân trời cho các mục đích điều hướng thiên thể. Ước tính của góc này, độ cao, được gọi là nhìn hoặc bắn đối tượng, hoặc chụp. Chẳng hạn, góc và thời gian được đo, có thể được sử dụng để tính toán đường vị trí trên biểu đồ hàng hải hoặc hàng không, ví dụ, nhìn thấy Mặt trời vào buổi trưa hoặc Sao Bắc cực (Polaris) vào ban đêm (ở Bắc bán cầu) để ước tính vĩ độ. Nhìn thấy chiều cao của cột mốc có thể đo khoảng cách và, được giữ theo chiều ngang, kính lục phân có thể đo góc giữa các đối tượng cho một vị trí trên biểu đồ. Kính lục phân cũng có thể được sử dụng để đo khoảng giữa Mặt trăng và một thiên thể khác (như một ngôi sao hoặc hành tinh) để xác định thời gian trung bình của Greenwich và kinh độ. Nguyên lý của dụng cụ này lần đầu tiên được thực hiện vào khoảng năm 1731 bởi John Hadley (1682-1744) và Thomas Godfrey (1704-1749), nhưng sau đó cũng được tìm thấy trong các tác phẩm chưa xuất bản của Isaac Newton (1643-1727). Các nguồn tài liệu khác của Bartholomew Gosnold (1571-1607) chỉ ra rằng việc sử dụng một kính lục phân để điều hướng hải lý có trước nghiên cứu của Hadley. (Tài liệu liên quan đến việc sử dụng kính lục phân của Gosnold được tìm thấy trong một bài báo trên tạp chí du lịch nổi tiếng của Anh, chứ không phải trong một tạp chí lịch sử hàng hải, không trích dẫn các nguồn, và rất có thể không chính xác.) Năm 1922, nó đã được sửa đổi cho điều hướng hàng không của hải quân Bồ Đào Nha và sĩ quan hải quân Gago Coutinho.

## Nội dung điều hướng

### Sử dụng một sextant (kính lục phân)
Phần này thảo luận về nội dung của hoa tiêu. Hầu hết những gì được nói về các sextant cụ thể này đều áp dụng như nhau cho các loại sextant khác. Các Sextant của hoa tiêu được sử dụng chủ yếu cho điều hướng đại dương.

#### Ưu điểm
Giống như góc phần tư Davis, sextant cho phép các vật thể thiên thể được đo tương đối với đường chân trời, thay vì liên quan đến dụng cụ. Điều này cho phép độ chính xác tuyệt vời. Ngoài ra, không giống như backstaff , sextant cho phép quan sát trực tiếp các ngôi sao. Điều này cho phép sử dụng sextant vào ban đêm khi khó sử dụng backstaff. Đối với quan sát mặt trời, các bộ lọc cho phép quan sát trực tiếp mặt trời.
Vì phép đo liên quan đến đường chân trời, nên con trỏ đo là một chùm ánh sáng chiếu tới đường chân trời. Do đó đo được giới hạn bởi tính chính xác góc của các nhạc cụ và không phải là lỗi sin chiều dài của một alidade , vì nó nằm trong một kế thiên của thủy thủ hoặc công cụ cũ tương tự.
Một sextant không yêu cầu một mục tiêu hoàn toàn ổn định, bởi vì nó đo một góc tương đối. Ví dụ, khi một sextant được sử dụng trên một con tàu đang chuyển động, hình ảnh của cả hai chân trời và thiên thể sẽ di chuyển xung quanh trong trường nhìn. Tuy nhiên, vị trí tương đối của hai hình ảnh sẽ vẫn ổn định và miễn là người dùng có thể xác định khi nào thiên thể chạm vào đường chân trời, độ chính xác của phép đo sẽ vẫn cao so với cường độ của chuyển động.
Sextant không phụ thuộc vào điện (không giống như nhiều hình thức điều hướng hiện đại) hoặc bất cứ thứ gì do con người điều khiển (như vệ tinh GPS). Vì những lý do này, nó được coi là một công cụ điều hướng dự phòng thực tế cho tàu.

#### Thiết kế
Khung của một sextant là trong hình dạng của một ngành là khoảng 1 / 6 của một vòng tròn (60 °),  do đó tên của nó ( Lục Phân Nghi, -antis là tiếng Latin từ cho "một phần sáu"). Cả hai công cụ nhỏ hơn và lớn hơn là (hoặc đã) được sử dụng: các chòm sao bát nhân , quintant (hoặc pentant ) và góc phần tư (gấp đôi phản ánh)  khoảng ngành xấp xỉ 1 / 8 của một vòng tròn (45 °), 1 / 5 của một vòng tròn (72 °) và 1 / 4 của một vòng tròn (90 °), tương ứng. Tất cả các công cụ này có thể được gọi là "sextants".

#### Sextant biển
Sử dụng sextant để đo độ cao của Mặt trời phía trên đường chân trời
Kèm theo khung là "gương chân trời", một cánh tay trỏ di chuyển gương chỉ số , kính viễn vọng quan sát, bóng mặt trời, thang chia độ và thước đo trống micromet để đo chính xác. Thang đo phải được chia độ sao cho các phân chia mức độ được đánh dấu đăng ký hai lần góc mà qua đó cánh tay trỏ quay. Các thang đo của octant, sextant, quintant và góc phần tư được phân chia từ dưới 0 đến 90 °, 120 °, 140 ° và 180 ° tương ứng. Ví dụ, sextant hiển thị bên cạnh có tỷ lệ chia độ từ −10 ° đến 142 °, do đó, về cơ bản là một tinh hoa: khung là một khu vực của một vòng tròn có góc 76 ° (không phải 72 °) tại trục của chỉ số cánh tay.
Sự cần thiết cho việc đọc tỷ lệ nhân đôi sau khi xem xét mối quan hệ của tia cố định (giữa các gương), tia đối tượng (từ vật nhìn thấy) và hướng vuông góc bình thường với gương chỉ số. Khi cánh tay trỏ di chuyển theo một góc, giả sử 20 °, góc giữa tia cố định và bình thường cũng tăng thêm 20 °. Nhưng góc tới bằng góc phản xạ nên góc giữa tia đối tượng và bình thường cũng phải tăng thêm 20 °. Do đó, góc giữa tia cố định và tia đối tượng phải tăng thêm 40 °. Đây là trường hợp được hiển thị trong đồ họa cùng với.
Có hai loại gương chân trời trên thị trường hiện nay. Cả hai loại đều cho kết quả tốt.
Các sextant truyền thống có một gương nửa chân trời, phân chia trường nhìn thành hai. Ở một bên, có một cái nhìn về đường chân trời; ở phía bên kia, một cái nhìn của thiên thể. Ưu điểm của loại này là cả chân trời và thiên thể đều sáng và càng rõ càng tốt. Điều này là vượt trội vào ban đêm và trong sương mù, khi đường chân trời có thể khó nhìn thấy. Tuy nhiên, người ta phải quét vật thể thiên thể để đảm bảo rằng chi thấp nhất của thiên thể chạm vào đường chân trời.
Các sextant toàn chân trời sử dụng gương chân trời nửa bạc để cung cấp một cái nhìn đầy đủ về đường chân trời. Điều này giúp bạn dễ dàng nhìn thấy khi chi dưới của một thiên thể chạm vào đường chân trời. Vì hầu hết các điểm tham quan là mặt trời hoặc mặt trăng, và sương mù rất hiếm khi không bị u ám, nên những lợi thế ánh sáng yếu của gương nửa chân trời hiếm khi quan trọng trong thực tế.
Trong cả hai loại, gương lớn hơn cho trường nhìn rộng hơn và do đó giúp tìm thiên thể dễ dàng hơn. Các sextant hiện đại thường có gương 5 cm hoặc lớn hơn, trong khi các sextant thế kỷ 19 hiếm khi có một gương lớn hơn 2,5 cm (một inch). Phần lớn, điều này là do gương phẳng chính xác đã phát triển ít tốn kém hơn để sản xuất và chuyển sang bạc .
Một chân trời nhân tạo rất hữu ích khi đường chân trời vô hình, như xảy ra trong sương mù, vào những đêm không trăng, trong yên tĩnh, khi nhìn qua cửa sổ hoặc trên vùng đất được bao quanh bởi cây cối hoặc các tòa nhà. Các sextant chuyên nghiệp có thể gắn một chân trời nhân tạo thay cho lắp ráp gương chân trời. Một chân trời nhân tạo thường là một tấm gương nhìn một ống chứa đầy chất lỏng với bong bóng.
Hầu hết các sextant cũng có các bộ lọc để sử dụng khi xem mặt trời và giảm các ảnh hưởng của khói mù. Các bộ lọc thường bao gồm một loạt các kính tối dần dần có thể được sử dụng đơn lẻ hoặc kết hợp để giảm khói mù và độ sáng của mặt trời. Tuy nhiên, các sextant có bộ lọc phân cực có thể điều chỉnh cũng đã được sản xuất, trong đó mức độ tối được điều chỉnh bằng cách xoắn khung của bộ lọc.
Hầu hết sextants gắn 1 hoặc 3 sức mạnh bằng một mắt để xem. Nhiều người dùng thích một ống ngắm đơn giản, có trường nhìn rộng hơn, sáng hơn và dễ sử dụng hơn vào ban đêm. Một số nhà hàng hải gắn một mắt một mắt khuếch đại ánh sáng để giúp nhìn thấy đường chân trời vào những đêm không trăng. Những người khác thích sử dụng một chân trời nhân tạo sáng.
Các sextant chuyên nghiệp sử dụng thước đo mức độ nhấp chuột và điều chỉnh sâu đọc đến một phút , 1/60 độ . Hầu hết các sextant cũng bao gồm một vernier trên mặt số sâu đọc đến 0,1 phút. Vì 1 phút lỗi là khoảng một hải lý , độ chính xác tốt nhất có thể của điều hướng thiên thể là khoảng 0,1 hải lý (200 m). Trên biển, kết quả trong phạm vi vài hải lý, trong phạm vi thị giác, được chấp nhận. Một hoa tiêu có tay nghề cao và có kinh nghiệm có thể xác định vị trí với độ chính xác khoảng 0,25 hải lý (460 m).
Sự thay đổi nhiệt độ có thể làm cong vòng cung, tạo ra sự không chính xác. Nhiều nhà điều hướng mua các trường hợp thời tiết để có thể đặt sextant của họ bên ngoài cabin để đạt đến trạng thái cân bằng với nhiệt độ bên ngoài. Các thiết kế khung tiêu chuẩn. được cho là để cân bằng sai số góc vi sai từ thay đổi nhiệt độ. Tay cầm được tách ra khỏi vòng cung và khung để nhiệt độ cơ thể không làm cong khung. Sextant cho sử dụng nhiệt đới thường được sơn màu trắng để phản chiếu ánh sáng mặt trời và vẫn tương đối mát mẻ. Sextant cao độ chính xác có một invar (thép-mở rộng thấp đặc biệt) khung và hồ quang. Một số sextant khoa học đã được xây dựng bằng thạch anh hoặc gốm với mức độ mở rộng thậm chí thấp hơn. Nhiều sextant thương mại sử dụng đồng thau hoặc nhôm mở rộng thấp. Đồng thau có độ giãn nở thấp hơn nhôm, nhưng chất liệu nhôm nhẹ hơn và ít mệt mỏi hơn khi sử dụng. Một số người nói rằng họ chính xác hơn vì tay của một người ít run hơn. Sextant khung đồng thau rắn ít bị rung lắc trong gió lớn hoặc khi tàu đang làm việc trong biển nặng, nhưng như đã lưu ý là nặng hơn đáng kể. Sextant với khung nhôm và vòng cung bằng đồng cũng đã được sản xuất. Về cơ bản, một sextant mang tính cá nhân mạnh mẽ đối với mỗi hoa tiêu, và anh ta hoặc cô ta sẽ chọn bất kỳ mô hình nào có các tính năng phù hợp nhất với họ.
Sextants máy bay hiện không còn sản xuất, nhưng có những tính năng đặc biệt. Hầu hết đều có chân trời nhân tạo để cho phép nhìn qua cửa sổ trên cao. Một số người cũng có trung bình cơ học để thực hiện hàng trăm phép đo cho mỗi lần nhìn để bù lại gia tốc ngẫu nhiên trong chất lỏng chân trời nhân tạo . Các sextant máy bay cũ hơn có hai đường dẫn trực quan, một tiêu chuẩn và một tiêu chuẩn khác được thiết kế để sử dụng trong máy bay buồng lái mở cho phép một người nhìn trực tiếp qua sextant trong lòng một người. Sextants máy bay hiện đại hơn là tiềm vọng với chỉ một chiếu nhỏ trên thân máy bay . Với những điều này, hoa tiêu đã tính toán trước tầm nhìn của anh ta và sau đó ghi nhận sự khác biệt về chiều cao quan sát so với dự đoán của cơ thể để xác định vị trí của anh ta.

#### Nhìn thấy
Một hình ảnh (hoặc thước đo ) của góc giữa mặt trời , một ngôi sao hoặc một hành tinh và đường chân trời được thực hiện với ' kính viễn vọng sao ' được gắn vào sextant bằng đường chân trời nhìn thấy được. Trên một con tàu trên biển ngay cả trong những ngày sương mù, một cảnh tượng có thể được thực hiện từ độ cao thấp trên mặt nước để tạo ra một chân trời rõ ràng hơn, tốt hơn. Người điều hướng giữ sextant bằng tay cầm của nó trong tay phải, tránh chạm vào vòng cung bằng ngón tay.
Đối với tầm nhìn mặt trời, một bộ lọc được sử dụng để khắc phục ánh sáng chói như "bóng râm" bao phủ cả gương chỉ số và gương đường chân trời được thiết kế để ngăn ngừa tổn thương mắt. Bằng cách đặt thanh chỉ số về 0, mặt trời có thể được xem qua kính viễn vọng. Nhả thanh chỉ số (bằng cách nhả vít kẹp hoặc trên các dụng cụ hiện đại, sử dụng nút nhả nhanh), hình ảnh của mặt trời có thể được đưa xuống khoảng ngang với đường chân trời. Nó là cần thiết để lật phía sau chân trời gương bóng râm để có thể nhìn thấy đường chân trời, và sau đó vít điều chỉnh tốt trên phần cuối của thanh chỉ số được bật cho đến khi đường cong phía dưới (các thấp hơn chi ) của mặt trời chỉ chạm vào đường chân trời. ' Xoay ' sextant về trục của kính thiên văn đảm bảo rằng việc đọc được thực hiện với thiết bị được giữ theo chiều dọc. Góc nhìn sau đó được đọc từ thang đo trên vòng cung, sử dụng thang đo micromet hoặc vernier được cung cấp. Thời gian chính xác của thị giác cũng phải được ghi chú đồng thời và chiều cao của mắt trên mực nước biển được ghi lại.
Một phương pháp khác là ước tính độ cao (góc) hiện tại của mặt trời từ các bảng điều hướng, sau đó đặt thanh chỉ số theo góc đó trên cung, chỉ áp dụng các sắc thái phù hợp cho gương chỉ số và hướng dụng cụ trực tiếp vào đường chân trời, quét nó từ bên này sang bên kia cho đến khi nhìn thấy một tia sáng mặt trời trong kính viễn vọng. Điều chỉnh tốt sau đó được thực hiện như trên. Phương pháp này ít có khả năng thành công khi nhìn thấy các ngôi sao và hành tinh.
Các điểm tham quan sao và hành tinh thường được thực hiện trong hoàng hôn hải lý vào lúc bình minh hoặc hoàng hôn , trong khi cả hai thiên thể và đường chân trời biển đều có thể nhìn thấy. Không cần sử dụng sắc thái hoặc để phân biệt chi dưới vì cơ thể xuất hiện như một điểm đơn thuần trong kính viễn vọng. Các mặt trăng có thể sáng mắt, nhưng nó dường như di chuyển rất nhanh, dường như có kích cỡ khác nhau vào những thời điểm khác nhau, và đôi khi chỉ chi dưới hoặc phía trên có thể được phân biệt do của nó giai đoạn .
Sau khi một tầm nhìn được thực hiện, nó được giảm xuống một vị trí bằng cách xem xét một số thủ tục toán học. Việc giảm thị lực đơn giản nhất là vẽ vòng tròn có độ cao bằng nhau của thiên thể nhìn thấy trên quả địa cầu. Giao điểm của vòng tròn đó với đường đua chết chóc, hoặc một cảnh tượng khác, cho một vị trí chính xác hơn.
Sextant có thể được sử dụng rất chính xác để đo các góc nhìn thấy khác, ví dụ giữa một thiên thể với một thiên thể khác và giữa các cột mốc trên bờ. Được sử dụng theo chiều ngang, một sextant có thể đo góc rõ ràng giữa hai cột mốc như ngọn hải đăng và ngọn tháp nhà thờ , sau đó có thể được sử dụng để tìm khoảng cách ra hoặc ra biển (với điều kiện là khoảng cách giữa hai mốc được biết). Được sử dụng theo chiều dọc, một phép đo góc giữa đèn lồng của ngọn hải đăng có chiều cao đã biết và mực nước biển ở đáy của nó cũng có thể được sử dụng cho khoảng cách.

#### Điều chỉnh
Do độ nhạy của dụng cụ, nó dễ dàng đánh bật các gương ra khỏi sự điều chỉnh. Vì lý do này, một sextant nên được kiểm tra thường xuyên cho các lỗi và điều chỉnh cho phù hợp.
Có bốn lỗi có thể được điều chỉnh bởi bộ điều hướng và chúng cần được loại bỏ theo thứ tự sau.

##### Lỗi vuông góc
Đây là khi gương chỉ số không vuông góc với khung của sextant. Để kiểm tra điều này, đặt cánh tay trỏ ở khoảng 60 ° trên vòng cung và giữ sextant theo chiều ngang với vòng cung cách xa bạn theo chiều dài của cánh tay và nhìn vào gương chỉ số. Vòng cung của sextant sẽ xuất hiện để tiếp tục không bị phá vỡ trong gương. Nếu có lỗi, hai khung nhìn sẽ bị phá vỡ. Điều chỉnh gương cho đến khi hình ảnh phản chiếu và trực tiếp của vòng cung xuất hiện liên tục.
Lỗi bên
Điều này xảy ra khi kính / gương chân trời không vuông góc với mặt phẳng của dụng cụ. Để kiểm tra điều này, trước tiên, không có nhánh chỉ số sau đó quan sát một ngôi sao thông qua sextant. Sau đó xoay vít tiếp tuyến qua lại để hình ảnh phản chiếu xen kẽ bên trên và bên dưới chế độ xem trực tiếp. Nếu thay đổi từ vị trí này sang vị trí khác, hình ảnh phản chiếu sẽ chuyển trực tiếp qua hình ảnh không được phản chiếu, không có lỗi bên nào tồn tại. Nếu nó chuyển sang một bên, lỗi bên tồn tại. Người dùng có thể giữ sextant ở bên cạnh và quan sát đường chân trời để kiểm tra sextant trong ngày. Nếu có hai chân trời thì có lỗi bên; điều chỉnh kính / gương chân trời cho đến khi các ngôi sao hợp nhất thành một hình ảnh hoặc các chân trời được hợp nhất thành một. Lỗi bên thường không quan trọng đối với các quan sát và có thể bị bỏ qua hoặc giảm xuống mức độ chỉ là bất tiện.

##### Lỗi đối chiếu
Đây là khi kính thiên văn hoặc một mắt không song song với mặt phẳng của sextant. Để kiểm tra điều này, bạn cần quan sát hai sao cách nhau 90 ° trở lên. Đưa hai ngôi sao vào sự trùng hợp ở bên trái hoặc bên phải của trường nhìn. Di chuyển sextant một chút để các ngôi sao di chuyển sang phía bên kia của trường nhìn. Nếu chúng tách ra có lỗi collimation . Vì các sextant hiện đại hiếm khi sử dụng kính thiên văn có thể điều chỉnh, chúng không cần phải sửa cho lỗi đối chiếu.

##### Lỗi chỉ số
Điều này xảy ra khi các gương chỉ số và chân trời không song song với nhau khi nhánh chỉ số được đặt thành không. Để kiểm tra lỗi chỉ số, zero nhánh chỉ số và quan sát đường chân trời. Nếu hình ảnh phản chiếu và trực tiếp của đường chân trời thẳng hàng thì không có lỗi chỉ số. Nếu cái này ở trên cái kia điều chỉnh gương chỉ số cho đến khi hai chân trời hợp nhất. Điều này có thể được thực hiện vào ban đêm với một ngôi sao hoặc với mặt trăng.